# Tipula (Microtipula) tucumanensis
Tipula (Microtipula) tucumanensis is een tweevleugelige uit de familie langpootmuggen (Tipulidae). De soort komt voor in het Neotropisch gebied.